# Hortense-Félicité de Mailly-Nesle
Hortense-Félicité de Mailly-Nesle, Mademoiselle de Chalon, marquesa de Flavacourt (11 de febrero de 1715-1799), fue la cuarta de las cinco famosas hermanas Nesle y la única que no se convirtió en amante del rey Luis XV.

## Primeros años, familia y matrimonio
Hortense-Félicité fue hija de Louis de Mailly, marqués de Nesle y de Mailly, príncipe de Orange (1689-1767), y de Armande Félice de La Porte Mazarino (1691-1729), hija de Paul Jules de La Porte, duque de Mazarino y de La Meilleraye (1666-1731), hijo a su vez de Hortensia Mancini, sobrina del Cardenal Mazarino. Hortense Félicité tuvo cuatro hermanas:
- Louise Julie de Mailly-Nesle, Mademoiselle de Mailly, condesa de Mailly (1710-1751).
- Pauline Félicité de Mailly-Nesle, Mademoiselle de Nesle, marquesa de Vintimille (1712-1741).
- Diane-Adélaïde de Mailly, Mademoiselle de Montcavrel, duquesa de Lauraguais (1713-1760).
- Marie-Anne de Mailly-Nesle, Mademoiselle de Monchy, duquesa de Châteauroux (1717-1744).
Hortense-Félicité tuvo una medio hermana, Enriqueta de Borbón (1725-1780), fruto de la relación de su madre con el duque de Borbón, primer ministro de Luis XV desde 1723 hasta 1726.
Contrajo matrimonio el 21 de enero de 1739 con François-Marie de Fouilleuse, marqués de Flavacourt, con quien no fue feliz.

## Vida en la corte
Fue asignada como dama del palacio de María Leszczynska en 1742, mismo año en que su hermana Marie-Anne se convirtió en amante oficial del rey. Su nombramiento estuvo fuertemente ligado a la caída de su hermana Louise Julie como favorita del rey y a la sucesión de su hermana Marie-Anne como amante del monarca.
El 13 de septiembre de 1742, la duquesa de Villars, quien hasta entonces había servido como dama del palacio, fue promovida al puesto de dame d'atour, provocando que un puesto de dama de compañía quedase vacante. La recientemente fallecida Françoise de Mailly, duquesa de Mazarin, amiga personal de la reina, había expresado poco antes de su muerte su deseo de que Marie-Anne, su sobrina favorita, obtuviese un puesto en la corte con el fin de humillar a Louise Julie, a quien detestaba. La reina solicitó personalmente que el puesto vacante fuese otorgado a Marie-Anne, logrando esta última ganarse la aprobación del rey para su candidatura al puesto de dama del palacio gracias a la intervención de Argenson, ministro de la guerra.
Al mismo tiempo, Marie-Anne persuadió a Louise Julie para escribir al cardenal Fleury y renunciar a su puesto como dama del palacio en favor de su hermana Hortense-Félicité, convenciéndola de que el rey deseaba favorecer a sus hermanas por el bien de Louise Julie, quien se mostró de acuerdo, poniendo como condición a su renuncia ser compensada con el puesto de dame d'atour de la próxima delfina. 
Cuando el cardenal recibió su renuncia, advirtió a Louise Julie acerca del peligro que ello suponía para su posición. Por su parte, Jean-Frédéric Phélypeaux, conde de Maurepas, se dirigió a ella en estos términos: "Madame, no conocéis a vuestra hermana, de la Tournelle (Marie-Anne); cuando le entreguéis vuestro cargo, podéis esperar vuestra dimisión de la corte". Louise Julie, no obstante, rehusó creer en la existencia de un complot contra ella orquestado por sus hermanas. Tras la aceptación de su renuncia, acompañó a su hermana Marie-Anne a ver al rey y a la reina para mostrar su gratitud y la de sus hermanas por sus nuevos nombramientos. 
Pese a que la reina se retractó de su aprobación, Marie-Anne fue asignada al puesto de dama del palacio el 19 de septiembre, rechazando el cardenal Fleury la compensación para Louise Julie del puesto de dame d'atour de la nueva delfina. Marie-Anne se aseguró un lugar en la corte, privando a su hermana Louise Julie del suyo.
Por otro lado, Marie-Anne se sentía amenazada por su hermana Hortense-Félicité, motivo por el cual se distanció de ella, llegando a sospechar que su hermana ambicionaba reemplazarla como amante del rey y que la reina buscaba perturbar su relación con él presentando a su hermana como una rival. De hecho, Hortense-Félicité ha sido objeto de especulaciones respecto a si en verdad fue o no amante del rey. No obstante, ella no deseaba convertirse en la amante del monarca, ambicionando únicamente mantener su puesto en la corte debido a que ello le proporcionaba independencia de su esposo (en una ocasión manifestó a Argensson su deseo de que su esposo fuese promovido, puesto que de lo contrario abandonaría el ejército y volvería a su lado). Además, François-Marie había amenazado con matarla si alguna vez se convertía en la amante del rey.

## Últimos años
En 1766, Hortense-Félicité abandonó su puesto de dama de compañía, si bien continuó asistiendo a la corte hasta 1774, siendo llamada de nuevo en 1792 para tomar parte en la lectura de las memorias del cardenal Richelieu.
Fue encarcelada durante el Terror, si bien su actitud tranquila y serena ante el tribunal la salvó de morir ejecutada en la guillotina, permaneciendo encerrada en el convento de Les Oiseaux hasta su liberación en 1794. Delicada de salud como consecuencia de su estancia en prisión, murió en 1799.